# شارلی کولومبو
شارلی کولومبو (انگلیسی: Charlie Colombo؛ ۲۰ ژوئیهٔ ۱۹۲۰ – ۷ مهٔ ۱۹۸۶) یک بازیکن فوتبال اهل ایالات متحده آمریکا بود.
وی همچنین در تیم ملی فوتبال ایالات متحده آمریکا بازی کرده است.